# Loxoconcha punctatella
Loxoconcha punctatella is een mosselkreeftjessoort uit de familie van de Loxoconchidae. De wetenschappelijke naam van de soort is voor het eerst geldig gepubliceerd in 1850 door Reuss.